# Jeidy Mora
Jeidy Jazbleidy Mora (* 25. Oktober 2004) ist eine kolumbianische Leichtathletin, die sich auf den Langstreckenlauf spezialisiert hat.

## Sportliche Laufbahn
Erste internationale Erfahrungen sammelte Jeidy Mora im Jahr 2023, als sie bei den U20-Südamerikameisterschaften in Bogotá in 18:02,08 min die Bronzemedaille im 5000-Meter-Lauf gewann. Im Jahr darauf gewann sie bei den Straßenlauf-Südamerikameisterschaften in Asunción nach 17:05 min die Silbermedaille über 5-km hinter der Argentinierin Fedra Luna, ehe sie bei den U23-Südamerikameisterschaften in Bucaramanga in 37:36,66 min die Bronzemedaille im 10.000-Meter-Lauf hinter der Brasilianerin Núbia Silva und Benita Parra aus Bolivien gewann.

## Persönliche Bestleistungen
- 5000 Meter: 16:44,31 min, 3. März 2024 in Bucaramanga
- 10.000 Meter: 37:36,66 min, 27. September 2024 in Bucaramanga